# Maizuru
Maizuru (japonsky 舞鶴市) je město v prefektuře Kjóto v Japonsku. K roku 2018 v něm žilo přibližně 80 tisíc obyvatel.

## Poloha a doprava
Maizuru leží na severním pobřeží největšího japonského ostrova Honšú na břehu Japonského moře. Na východě hraničí s Takahamou v sousední prefektuře Fukui, zbylé hranice jsou v rámci prefektury Kjóto: Na severozápadě s Mijazu, na západě s Fukučijamou a na jihu s Ajabe.
Maizuru má nádraží na síti Západojaponské železniční společnosti.
Je zde významný přístav a také jedna z hlavních základen Japonských námořních sil sebeobrany.

## Dějiny
Jako současný správní celek existuje Maizuru od 27. května 1943.

### Rodáci
- Óe Sueo (1914–1941), japonský atlet korejského původu
- Tacuja Išihara (*1966), filmový režisér